# Hans Jürgen Schlitt
Hans Jürgen Schlitt (* 26. Mai 1961 in Fulda) ist Chirurg mit Schwerpunkten in den Bereichen Tumorchirurgie, Transplantationschirurgie und Chirurgie der Leber und Bauchspeicheldrüse
und ist Inhaber des Lehrstuhls für Chirurgie und Direktor der Klinik und Poliklinik für Chirurgie am Universitätsklinikum Regensburg.

## Leben
Schlitt studierte nach dem Abitur von 1980 bis 1986 Medizin an der Julius-Maximilians-Universität Würzburg. 1986 wurde er in Würzburg promoviert. Nach der Habilitation an der Medizinischen Hochschule Hannover im Jahre 1994 arbeitete er als Oberarzt an der Klinik für Viszeral- und Transplantationschirurgie, Medizinische Hochschule Hannover (MHH). Im Jahre 2002 wurde er auf einen Lehrstuhl an der University of Sydney in Australien berufen. Seit 2003 ist er Direktor der Klinik und Poliklinik für Chirurgie, Klinikum der Universität Regensburg. 
Schlitt ist vielfach engagiert. Seit 2005 ist er Mitglied des Geschäftsführenden Präsidiums und Referatsleiter Viszeralchirurgie, Berufsverband der Deutschen Chirurgen und zudem Vorsitzender der Fachkommission Chirurgie/Orthopädie der Bayerischen Arbeitsgemeinschaft für Qualitätssicherung.
Seit 2011 ist er Mitglied der Sektion Chirurgie, Orthopädie und Anästhesiologie der Deutschen Akademie der Naturforscher Leopoldina. 2015 wurde Hans Jürgen Schlitt als ordentliches Mitglied der Naturwissenschaftlichen Klasse in die Sudetendeutsche Akademie der Wissenschaften und Künste berufen.
Er hat wissenschaftliche Arbeiten in den Bereichen Transplantationsimmunologie, Leber- und Pankreaschirurgie publiziert. Schlitt ist Sprecher einer DFG-Forschergruppe zum Thema Organtransplantation und Leiter multipler innovativer klinischer Studien.
Schlitt ist verheiratet und hat drei Kinder.

## Göttinger Organspende-Skandal
Im Zusammenhang mit dem sogenannten Göttinger Organspende-Skandal wurde Schlitt Anfang August 2012 durch den bayerischen Staatsminister für Wissenschaft, Forschung und Kunst Wolfgang Heubisch vom Dienst beurlaubt. Schlitt wurde nie etwaiger Manipulationen von Patientenakten verdächtigt. Er war Vorgesetzter des ehemaligen Oberarztes, der verdächtigt wird, in Regensburg und anschließend als leitender Arzt in Göttingen Patientendaten manipuliert zu haben. Grund für die Beurlaubung war, dass Schlitt möglicherweise seiner Aufsichtspflicht nicht genügt hätte. Im November 2012 entschieden Vorstand und Aufsichtsrat des Klinikums, dass Schlitt seine Tätigkeit wieder aufnehmen kann. Ein externes Gutachten hatte den Chirurgen entlastet. Ihm konnten „keine gravierenden Verletzungen seiner vertraglichen Pflichten“ nachgewiesen werden.

## Ehrungen und Auszeichnungen
- 1988 Josef-Schneider-Preis der Universität Würzburg
- 1994 Young Investigators‘ Award der Transplantation Society
- 1994 Forschungspreis, Deutsche Transplantationsgesellschaft
- 1999 Rudolf-Schoen-Preis für klinische Forschung
- 2000 Ehrendoktorwürde Prof. h. c., Staatl. Medizinische Akademie Kirow, Russland
- 2000 Von-Langenbeck-Preis, Deutsche Gesellschaft für Chirurgie
- 2000 Sir Hans-Krebs-Preis für medizinische Grundlagenforschung
- 2002 Forschungspreis, German Association for the Study of the Liver (GASL)
- 2007 Honorary Member, Jordanian Surgical Society